# Corregimiento de Cauquenes
La provincia de Cauquenes o corregimiento de Cauquenes fue una división territorial del Imperio español dentro de la Capitanía General de Chile.

## Historia
De acuerdo a Vicente Carvallo Goyeneche:

Cuando el adelantado Pedro de Valdivia fundó la ciudad de la Concepcion, la dio por términos hasta el rio Maule i el obispado de la Imperial; en su establecimiento tuvo por asignacion aquella ciudad, con los términos de su jurisdiccion en la demarcacion de límites de los obispados de Chile, que a instancia de su primer prelado hizo la real audiencia por auto de 1568. Pero porque también dispuso que la misma ciudad de la Concepcion perteneciese al de Santiago interinamente, mientras el supremo consejo de Indias resolviese sobre este punto, el Iltmo. señor don frai Antonio de San Miguel, suplicó de él, i la corte concedió la posesion interina al de la Concepcion, por real orden de 3 de diciembre del mismo año, con cargo de restitucion de frutos, si se determinaba lo contrario. Vistos los autos en el supremo consejo, confirmó por los suyos de vista i revista, dados en febrero i marzo de 1572, los de la audiencia, mandando que este tribunal informase con más individualidad, i remitiese descripcion puntual de aquel país, para resolver la permanente asignacion de territorio. La audiencia cumplió sus deberes, i a consecuencia de su informe, dispuso la corte, por real orden de 1579, que la espresada ciudad de la Concepcion estuviese sujeta al obispado de la Imperial con todos los términos de su jurisdiccion, interin se determinaba otra cosa; i quedaron por entonces deslindados los límites de ámbas iglesias.

Así permanecieron por algunos años, hasta que desoladas las ciudades del obispado de la Imperial, avanzaron los indios sus hostilidades a los términos de las de Concepcion i San Bartolomé de Gamboa, i abandonado por los muchos años que duró aquella guerra el territorio de esta provincia, se olvidaron las referidas reales resoluciones, i la iglesia de Santiago volvió a ocupar esta estension de jurisdiccion por disposicion del metropolitano.
Pero el Iltmo. señor doctor don Francisco Antonio de Escandon, descubrió con censuras los espresados ejecutoriales, i con ellos pasó a la ciudad de Santiago, í pidió en la audiencia se mantuviese a su iglesia en su antigua posesión de la jurisdiccion de que se le privaba. Aquel tribunal remitió los autos al supremo consejo con su informe, i toda la instruccion que juzgó conveniente, i oidas las partes a consulta del espresado consejo, resolvió la corte en agosto de 1740, no haber lugar a lo pedido por el reverendo obispo de la Concepcion. No obstante, pasado algun tiempo i bien considerada la materia con otras razones de congruencia, se resolvió, que usando el rei de las facultades concedidas por la Santa, Sede a los monarcas de España, para mudar, estender o restrinjir los límites de los obispados de lndias, se declarase, o que la asignacion de la ciudad de la Concepcion, hecha a favor del obispado de la Imperial, fue i es con todos sus términos i tierras contenidas desde ella hasta el rio Maule o entenderla mandando que todos lo curatos, fieles i diezmos de su comprehension, quedasen subordinados al reverendo obispo de la Concepcion, i el señor don Felipe V, ordenó se estendiesen las órdenes correspondientes a este fin. En este estado quedó el negociado hasta el año de 1750, que nuevamente ajitado, se pidió a la Santidad de Benedicto XIV, su aprobacion, i habiéndola dado por su bata de 4 de junio del mismo año, con tal de que las rentas procedentes de esta provincia no exediesen la 3.a parte de la mesa episcopal del obispado de Santiago, i pasada, por el supremo consejo de indias, la majestad del señor don Fernando VI, mandó se llevase a efecto, por su real cédula expedida en Buen Retiró a 7 de marzo de 1751, previniendo a los dos reverendos obispos se conformasen sin réplica, i se dio comision para la tasacion de las rentas prevenidas en el rescripto pontificio, a los señores oidores de la audiencia de aquel reino don Juan de Balmaseda, don José Clemente de Traslaviña i don Gregorio Blanco de Isequilla, cada uno por su orden, i hallándolas mui distantes de llegar a la espresada 3.a parte, se puso en su antigua posesion a la santa iglesia de la Concepcion, i así sigue hasta, hoi.

En lo temporal quedó agregado al correjimiento de Maule, pero con mucha distincion, porque su jefe llevaba el título de jeneral, librado por el Gobernador del reino, sin mas dependencia del correjidor de Maule que en lo militar, i tenia facultad de nombrar tenientes de corrrejidor en su distrito. Terminó esta, débil i dependencia en 1773, en que aquel gobierno expidió despachos de correjidor a su jefa que lo era don Bernardo López, i en 86 lo dejó por el de subdelegado que actualmente obtiene el capitan de ejército don Juan de Ojeda.

En 1786, se convierte en Partido de Cauquenes.

## Administración
Su capital era la villa de Nuestra Señora de la Merced, fundada a 9 de mayo de 1742 por José Manso de Velasco, conde de Superunda, sobre el remate da una colina baja a orillas del río Tutuvén, pero distante de su confluente con Cauquenes que da nombre a la provincia. 
Estaba a cargo de un corregidor, quién presidía el Cabildo de la villa.